# USS Patriot (1991)
USS Patriot (MCM-7) was een Amerikaanse marineschip van de Avengerklasse. Het schip is zo ingericht dat het als mijnenveger en mijnenjager kan worden gebruikt. De Patriot, gebouwd door Marinette Marine, Marinette, is het vierde schip bij de Amerikaanse marine met deze naam. Het schip heeft als thuisbasis de marinebasis in Sasebo